# Lucilia littoralis
Lucilia littoralis este o specie de muște din genul Lucilia, familia Calliphoridae. A fost descrisă pentru prima dată de Blanchard în anul 1937. Conform Catalogue of Life specia Lucilia littoralis nu are subspecii cunoscute.